# Mechthild Albert
Mechthild Albert (* 29. Mai 1956) ist eine deutsche Romanistin.

## Leben
Nach dem Staatsexamen 1980 für das Lehramt an Gymnasien in den Fächern Französisch und Philosophie, dem Staatsexamen 1981 für das Lehramt an Gymnasien im Fach Spanisch und der Promotion 1985 zum Dr. phil. war sie von 1986 bis 1992 Hochschulassistentin am Institut für Romanische Sprachen und Literaturen der Goethe-Universität. Nach der Habilitation 1994 für das Fach Romanistik am Fachbereich Neuere Philologien in Frankfurt am Main war sie 1995 von 2000 Lehrstuhlinhaberin für Romanische Philologie mit besonderer Berücksichtigung der französischen Literatur an der Universität Münster, von 2000 bis 2006 C4-Professorin für Romanische Philologie mit besonderer Berücksichtigung der spanischen Literatur an der Universität des Saarlandes und war von 2006 bis 2023 W3-Professorin für Iberoromanische Literatur- und Kulturwissenschaft an der Universität Bonn.

## Schriften (Auswahl)
- Unausgesprochene Botschaften. Zur nonverbalen Kommunikation in den Romanen Stendhals. Tübingen 1987, ISBN 3-923721-57-9.
- Avantgarde und Faschismus. Spanische Erzählprosa 1925–1940. Tübingen 1996, ISBN 3-447-05082-9.
- Das französische Mittelalter. Literatur, Gesellschaft und Kultur des 12. bis 15. Jahrhunderts. Stuttgart 2001, ISBN 3-12-939591-1.